# Kasteel van Vouzan
Het Kasteel van Vouzan (Frans: Château de Vouzan) is een kasteel in de Franse gemeente Vouzan. Het kasteel is een beschermd historisch monument sinds 1986.